# Grünhufe (Ort)

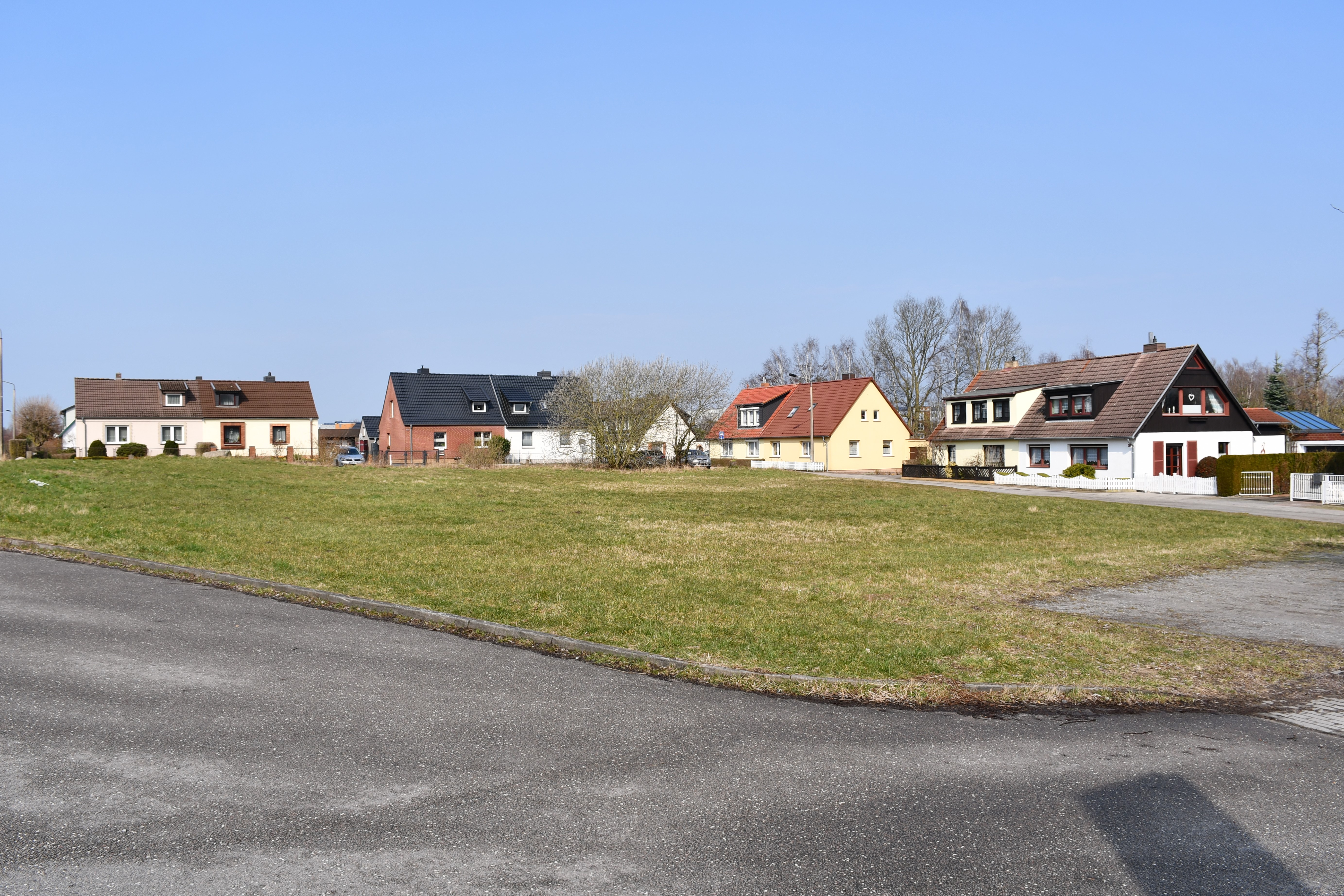
Der alte Dorfkern, 2023

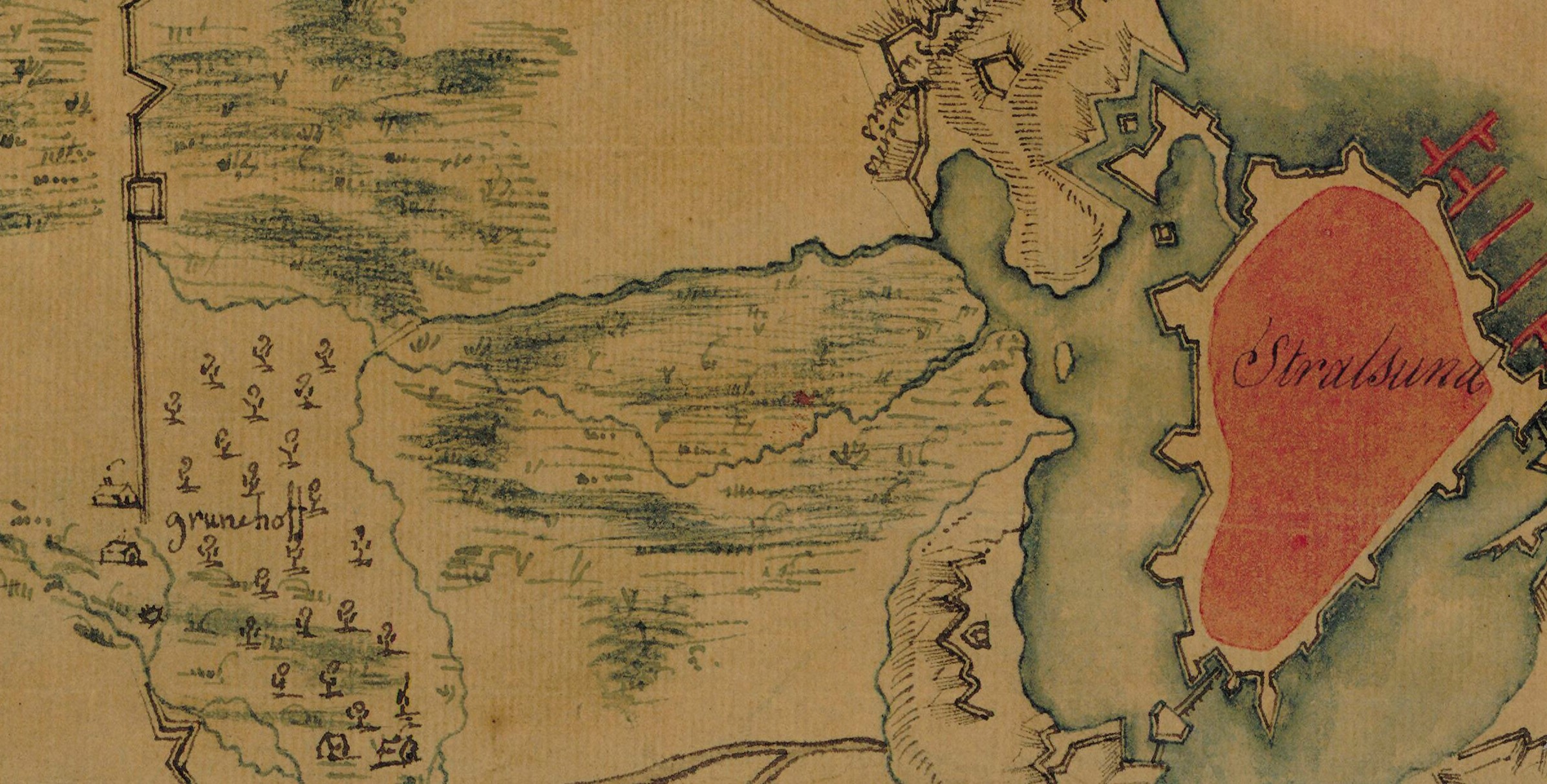
Stralsund und Grünhufe (Grunehoff, links) auf einer Karte aus dem Nordischen Krieg 1715

Grünhufe war eine bis 1928 eigenständige Siedlung westlich der Stadt Stralsund. Nach der Eingliederung des Ortes in den Stadtkreis ging die Siedlung im heutigen Stadtgebiet Grünhufe auf.
Die Siedlung ist auf Landkarten als Grunehoff im Jahr 1715 und als Grünehof im späten 18. Jahrhundert verzeichnet.
Das Gut Grünhufe befand sich im Jahr 1896 im Besitz der Stadt Stralsund. Im Jahr 1928 wurden der 405 Hektar umfassende Gutsbezirk Grünhufe sowie die Orte Andershof, Devin, Langendorf, Lüssow, Voigdehagen und zudem ein Teil von Klein Kedingshagen in den Stadtkreis Stralsund eingegliedert.
Im alten Ortskern stand ein in Fachwerkbauweise errichtetes Gutshaus, das nach dem Zweiten Weltkrieg als Kindergarten genutzt und am 19. Juli 2006 abgerissen wurde. Vom alten Dorf Grünhufe sind ein Hof, ein Teich und ein Walnussbaum erhalten.
Die Deutsche Bahn unterhält einen Haltepunkt  „Stralsund-Grünhufe“ an der Rostocker Chaussee, nahe des alten Ortskerns.